# Beuditzbrunnen

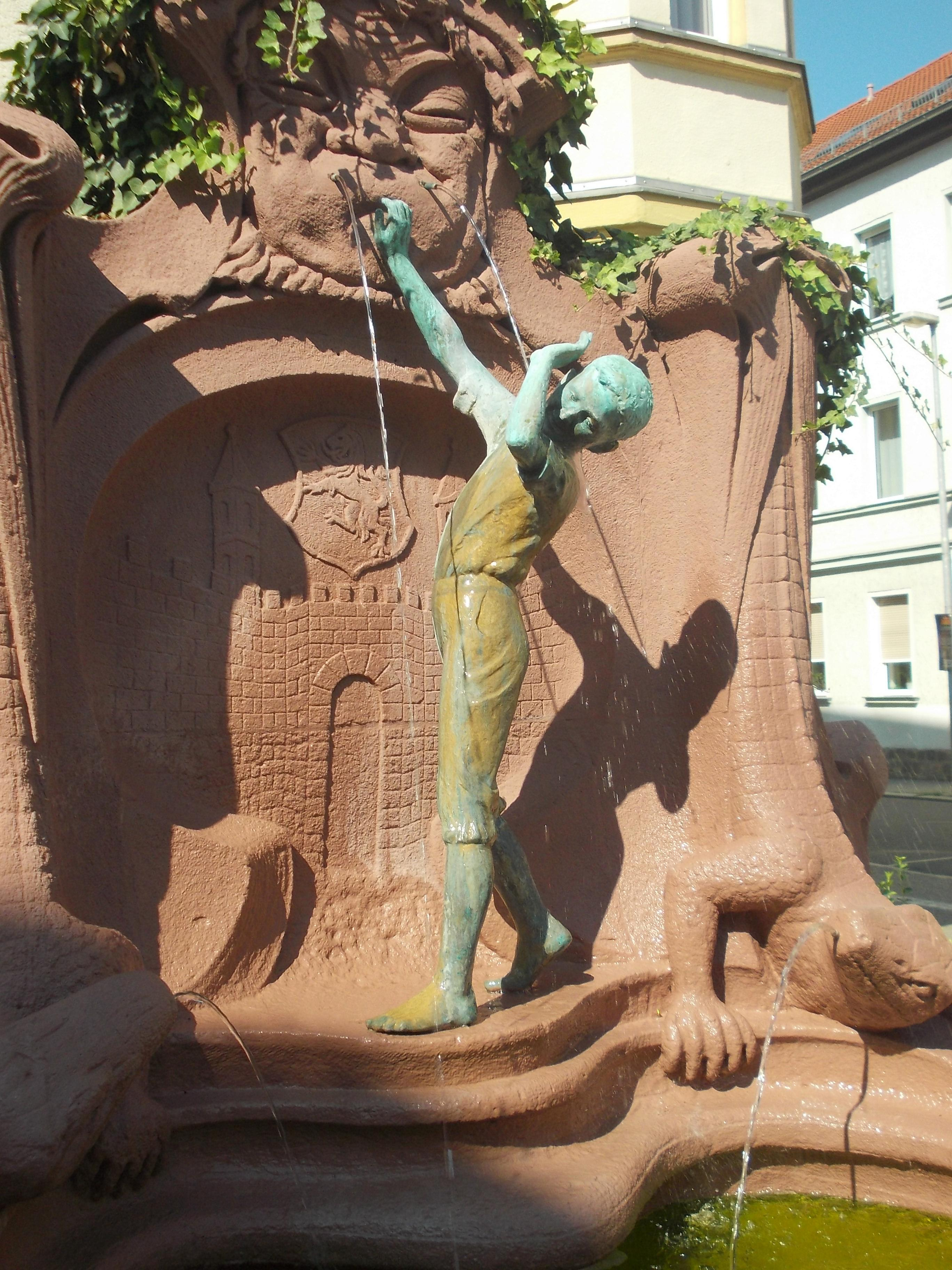
Figur im Beuditzbrunnen

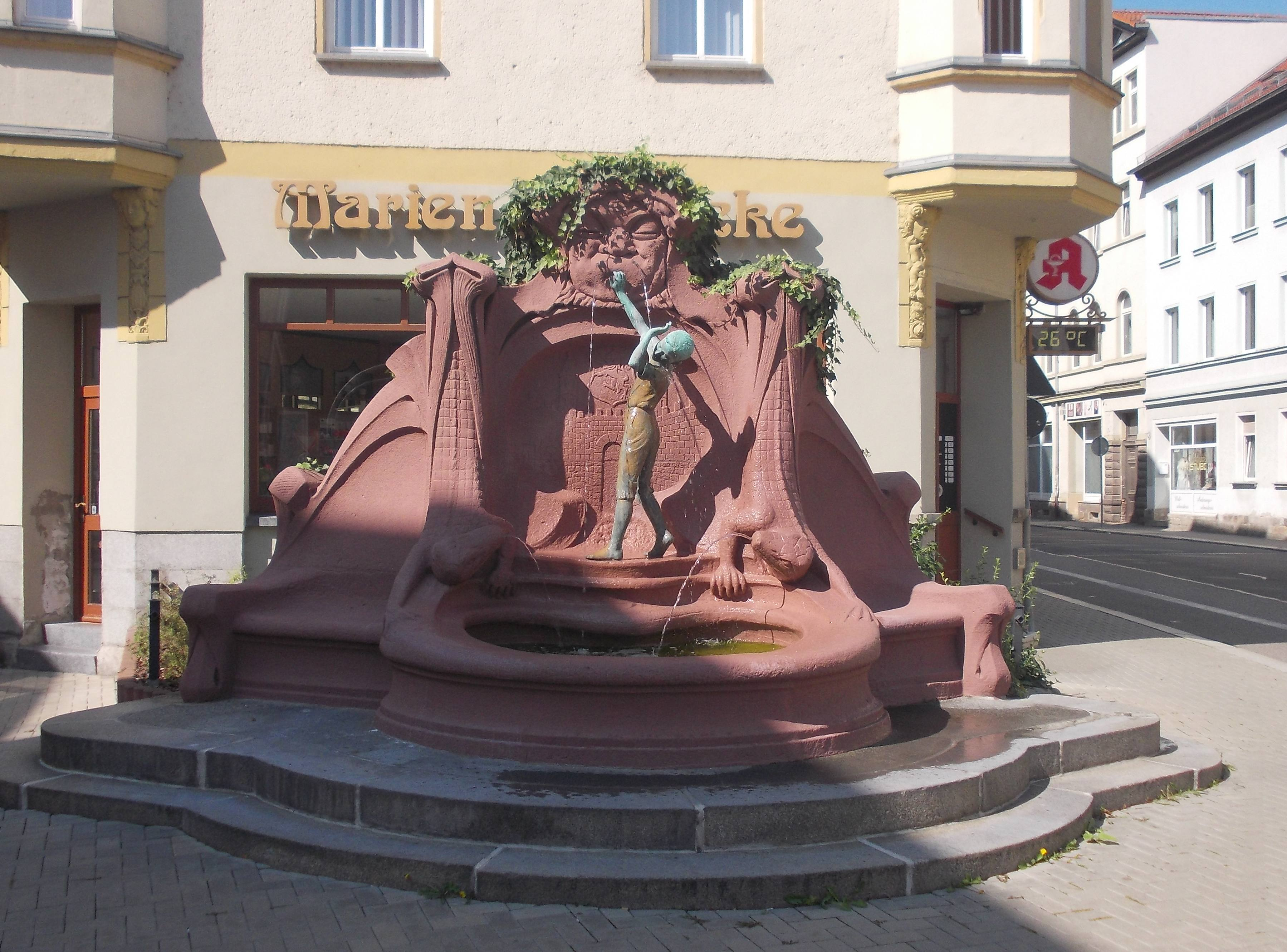
Beuditzbrunnen

Der Beuditzbrunnen ist ein denkmalgeschützter Brunnen in der Stadt Weißenfels in Sachsen-Anhalt. Im örtlichen Denkmalverzeichnis ist der Brunnen unter der Erfassungsnummer 094 15537 als Baudenkmal verzeichnet.
Der Beuditzbrunnen befindet sich vor der Marienapotheke an der Kreuzung der Straßen Beuditzstraße und Rudolf-Götze-Straße in Weißenfels. Der Weißenfelser Verschönerungsverein gab 1902 einen Brunnen bei Paul Juckoff aus Schkopau in Auftrag. 1903 wurde der Brunnen fertiggestellt und enthüllt. Bei der Einweihung war der Brunnen von einem Zaun umgeben, der im Laufe der Zeit wegen der Verletzungsgefahr abgebaut wurde. Der Brunnen steht auf einem zweistufigen Sockel. Für die Fertigung des Brunnens wurde ein Gussverfahren mit Beton und Sandsteinpulver verwendet. Das komplizierte Pumpen- und Rohrleitungssystem macht den Brunnen sehr wartungsintensiv. Ernst Hoffmann stand, wie auch beim Stadtjungen, Modell für die Bronzeplastik.